# Ghazi Hamad

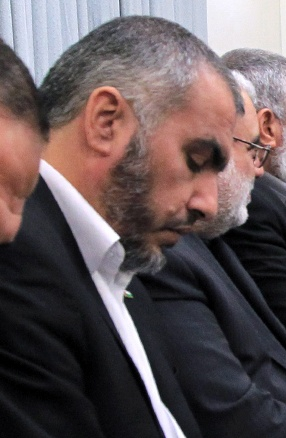
Ghazi Hamad 2012

Ghazi Hamad (Arabisch: غازي حمد; geboren 1964 im Flüchtlingslager Rafah) ist ein hochrangiges Hamas-Mitglied und derzeit "Botschafter der Hamas".
Davor war er stellvertretender Außenminister der Hamas-Regierung von 2012 im Gazastreifen.

## Frühe Lebensjahre
Hamads Vater trat nach dem 6-Tage-Krieg in die Guerillabewegungen Palästinensischen Fedajin ein und wurde Ende 1970er Jahre exekutiert. Während Hamad im Flüchtlingslager Rafah lebte, studierte er in einer nahegelegenen Moschee den Koran und nahm dort auch an Dhikr-Kreisen teil. Während dieser Zeit traf er das spätere Hamas-Gründungsmitglied Issa Al-Nashar und kam durch ihn das erste Mal mit der Muslimbruderschaft in Kontakt, der er sich 1982 anschloss. Hamad besuchte ein Gymnasium der UNRWA, nach dessen Abschluss begab er sich auf die Suche nach einem Stipendium für ein Studium im Bereich Medizin oder Ingenieurwesen, blieb damit jedoch erfolglos. Daraufhin nahm er die Möglichkeit an, im Sudan Veterinärmedizin zu studieren. Das studium schloss er 1987 mit Bachelorexamen ab. Im Sudan traf er bereits kurz nach der Ankunft auf Hasan at-Turabi, einen der Anführer der Muslimbrüder im Sudan, dieser wurde zu seinem Vorbild. Nach dem Abschluss kehrte er zurück in den Gazastreifen und trat noch im Gründungsjahr 1987 der Hamas, einem Ableger der Muslimbruderschaft, bei.

## Journalistische Tätigkeiten
Bis durch die Palästinensischen Autonomiebehörde erzwungenen Schließung 1996 war er Chefredakteur der Hamas-Wochenzeitung "al-Watan". 1997 wurde er Chefredakteur der Hamasnahen Publikation "al-Risala" (Die Nachricht), welche zwar ebenso kritisch gegenüber der Palästinensischen Autonomiebehörde war, aber bis dahin Themen vermied, die als zu aufrührerisch angesehen wurden. Als Herausgeber von "al-Risala" untersuchte Hamad angebliche Foltervorfälle der Autonomiebehörde, darunter die des jungen Palästinensers Ayman al-Amasi, weswegen er mehrfach von der Autonomiebehörde inhaftiert wurde.

## Politische Aktivitäten für Hamas
Seine Aktivitäten für die Hamas begannen mit der Verteilung von  Flugblättern, dem Schreiben von Erklärungen an Wänden und der Bildung von Gruppen, die Drogenhändler und israelische Agenten bekämpfen sollten. Für diese Aktivitäten wurde er festgenommen, befand sich für 32 Tage in Untersuchungshaft, während dieser Zeit war er seinen Angaben nach schwersten Foltermethoden ausgesetzt. Daraufhin wurde er zunächst zu 22 Monaten Haft verurteilt, später kam jedoch noch ein weiterer Fall hinzu. Letztendlich wurde er wegen „Herstellung von Sprengkörpern und Ausbildung von Mitgliedern der Hamas-Bewegung“ zu insgesamt fünf Jahren Haft verurteilt.
Während seiner Zeit im israelischen Gefängnis lernte er durch den Kontakt mit anderen Häftlingen und Wärtern Englisch und Hebräisch.
Bei der in den 1990er Jahren gegründeten Islamischen Heilspartei, die als inoffizieller politischer Flügel der Hamas gilt und Teil der pragmatischen Basis angesehen wird, wurde Hamad im Oktober 2004 Vorsitzender. Seit 2006 übernahm Hamad dann die Rolle als "öffentliches Gesicht" (Pressesprechers) der Hamas.
Während der Hamas-Regierung im Jahr 2012 im Gaza wurde er zudem zum stellvertretender Außenminister ernannt.

### Dialog mit Gershon Baskin
Hamad pflegte über viele Jahre hinweg einen freundschaftlichen Kontakt mit dem israelischen Friedensaktivisten Gershon Baskin. Dieser Kommunikationskanal bereitete den Weg für den Gefangenenaustausch zwischen Israel und der Hamas im Jahr 2011, der auch die Freilassung des israelischen Soldaten Gilad Shalit beinhaltete. Hamads Äußerungen nach dem 7. Oktober führten zu einem Abbruch des Kontakts; in einem offenen Brief an Hamad sagte Baskin: „Ich glaube, du hast den Verstand verloren und deinen Moralkodex verloren.“ (“I think you have lost your mind and you have lost your moral code.”) Anfang 2024 nahmen Hamad und Baskin den Dialog wieder auf.

### Politische Statements
Im August 2006 schrieb er einen Artikel für die palästinensische Tageszeitung "Al Ayyam", in der er feststellte, dass 

„der Gazastreifen unter dem Joch der Anarchie und den Schwertern von Schlägern leidet“
[...]
„es ist seltsam, dass, wenn große Anstrengungen unternommen werden, um den Rafah-Übergang wieder zu öffnen, um das Leiden der Menschen zu lindern, andere hingehen und den Übergang mit Raketen beschießen. Oder wenn jemand über den Waffenstillstand und seine Bedeutung spricht, gibt es diejenigen, die noch mehr Raketen abfeuern. Natürlich bestreite ich nicht, dass die Besatzung Massaker begangen hat, die nicht zu rechtfertigen sind. Aber ich unterstütze Verhandlungen über das, was geregelt werden kann.“

Im November 2006 wurde Hamad mit den Worten zitiert:

„Israel sollte vom Angesicht der Erde getilgt werden. Es ist ein Tierstaat, der keinen menschlichen Wert anerkennt. Es ist ein Krebsgeschwür, das ausgerottet werden sollte“.
Am 24. Oktober 2023 erklärte Hamad in einem Interview mit LBC International, dass der Überfall vom 7. Oktober 2023 erst der erste Angriff von vielen sein würde. Sein Statement „Wir werden es zwei-, drei-, viermal tun“ aus dem LBC Interview gingen um die Welt. Auf die Frage, ob er die Existenz Israels anerkenne, bezeichnete er die Existenz Israels als „unlogisch“ und als die konkrete Frage gestellt wurde, ob die Pläne der Hamas die vollständige Zerstörung Israels bedeuteten, antwortete er: „Ja, natürlich.“